# Papilio ilioneus
Papilio ilioneus is een vlinder uit de familie van de pages (Papilionidae). De wetenschappelijke naam van de soort is voor het eerst geldig gepubliceerd in 1805 door Edward Donovan.